# Schijfopruiming
Schijfopruiming (cleanmgr.exe) is een programma ontwikkeld door Microsoft dat standaard wordt meegeleverd met Windows. Het programma heeft als doel om vrije ruimte te creëren door het verwijderen van overbodige gegevens.

## Functies
- Compressie van oude bestanden
- Tijdelijke internetbestanden wissen (alleen Internet Explorer)
- Tijdelijke Windowsbestanden wissen (c:\windows\temp)
- Gedownloade programmabestanden verwijderen
- Prullenbak legen
- Verwijderen van ongebruikte programma's of optionele Windows-componenten
- Setuplogboeken verwijderen
- Offline bestanden verwijderen (enkel Internet Explorer)